# تروي ويلسون
تروي ويلسون (بالإنجليزية: Troy Wilson)‏ هو لاعب كرة قدم أمريكية أمريكي، ولد في 22 نوفمبر 1970 في توبيكا في الولايات المتحدة.